# Colonie Alsen

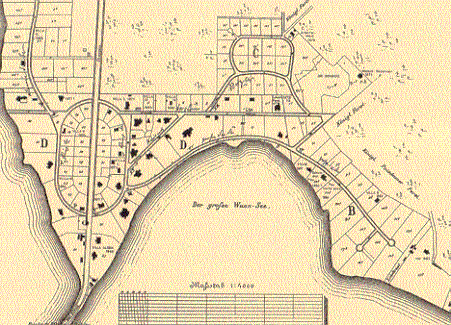
Karte der Colonie Alsen 1883 (oben ist Westen)

Colonie Alsen bezeichnet die 1863 im Berliner Ortsteil Wannsee des heutigen Bezirks Steglitz-Zehlendorf vom Bankier Wilhelm Conrad gegründete Sommervillenkolonie am nördlichen Ufer des Kleinen und westlichen Ufer des Großen Wannsee.
Die prachtvollen Villen dieser nobelsten Berliner Kolonie stellten, eingebettet in einen Park, eine einzigartige Kulturlandschaft der Zeit des Kaiserreichs und der Weimarer Republik dar. Wenige Häuser sind heute erhalten, sodass das damals entstandene Gesamtkunstwerk der Anlage nur noch erahnt werden kann.

## Geschichte
Wilhelm Conrad, begeisterter Naturfreund und Wassersportler, hatte die Idee der Errichtung einer Landhauskolonie am Wannsee, wo man in der sogenannten „guten Gesellschaft“ die Sommermonate in der Natur und auf dem Wasser verbringen konnte. Der Wannsee lag damals noch weit außerhalb der Stadt Berlin, und somit stellte das Vorhaben ein ziemliches Wagnis dar. Conrad war Leitender Direktor der Berliner Handelsgesellschaft und begann 1863 im Dorf Stolpe – gelegen an der Reichsstraße 1 (heute: Bundesstraße 1) – mit dem Kauf des Gasthofs „Stimmings Krug“ an der Königstraße und auch dorffernerem Wald- und Heidegebiet den Ankauf von Landbesitz. Bald umfasste der Grundbesitz rund 320 Morgen.
Für die Parzellierung des Landes und Erstellung eines Straßen- und Bebauungsplans konnte Conrad Gustav Meyer gewinnen, Berlins Städtischen Gartenbaudirektor und Schüler Peter Joseph Lennés. Ab 1868 begann er mit dem Verkauf der Grundstücke. Erste Käufer waren überwiegend Mitglieder des exklusiven Herrenclubs „Club von Berlin“, dem auch Conrad angehörte, vermögende Geschäftsleute, Industrielle, Bankiers, Künstler und Wissenschaftler, die geschäftlich und auch privat miteinander verkehrten. Mit seinem eigenen Sommersitz, der „Villa Alsen“, ließ Conrad 1870 das erste Gebäude der Kolonie entstehen. 1872 lebten 64 Bewohner in zwölf Villen. 1890 waren es bereits 189 Personen.
Gustav Meyers Konzept entwickelte sich zu einem gelungenen und einmaligen Gesamtkunstwerk – entsprechend der Zeit gewissermaßen das bildungsbürgerliche Gegenstück zum nicht weit entfernten Landschaftspark Klein Glienicke des Prinzen Carl von Preußen, der von Lenné und Schinkel ab 1816 geschaffen wurde.

## Namensgebung

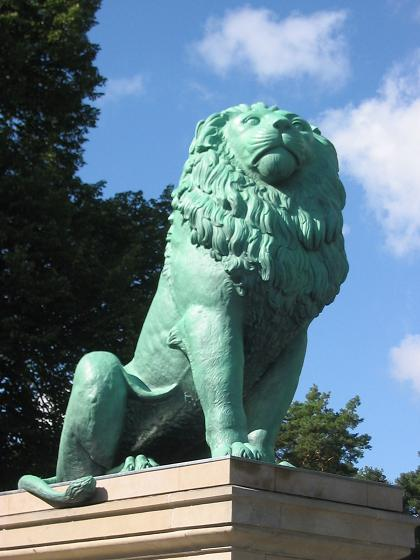
Zinkkopie des Idstedt-Löwen nach der Restaurierung 2005

Im Jahr 1872 erhielt die Kolonie den Namen Colonie Alsen. Conrads Schwager, General Louis von Colomier soll zu dieser Namensgebung angeregt haben, da ihn die Wannseelage an die Ostseelandschaft der Insel Alsen erinnerte. Damit nahm die Kolonie – im Sinne der damals typischen nationalistisch-patriotischen Einstellung – Bezug auf den Dänischen Krieg mit dem 1864 kriegsentscheidenden preußischen Sieg auf der Insel Alsen, an dem General von Colomier maßgeblich beteiligt war. Die Seestraße in der Kolonie wurde später nach ihm in „Colomierstraße“ umbenannt.
Die Zinkkopie des Idstedt-Löwen, die 1874 (ältere Angaben sagen 1869) am erhöht liegenden Bergpark (auch „Schweiz“ genannt) aufgestellt wurde, erinnert an dieses Ereignis. Heute steht der 2005 restaurierte Löwe am Wannseeufer in Heckeshorn, wo die Kolonie in den Düppeler Forst übergeht.

## Verkehrsanbindung
Um die Kolonie verkehrstechnisch günstig an Berlin anzubinden, kam Conrad die Idee, eine eigene Eisenbahnverbindung von Berlin nach Wannsee zu bauen – die Wannseebahn. Auch dieses zweite kühne Projekt als „Wahnsinnsbahn, die auf Conrädern läuft“ oder „Bankierszug“ von den Berlinern verspottet, realisierte er erfolgreich – sicherlich mitbedingt dadurch, dass er selbst Vorsitzender des Aufsichtsrats der Berlin-Potsdam-Magdeburger Eisenbahngesellschaft war. Die ersten Züge fuhren am 1. Juni 1874 erst teilweise noch auf der Potsdamer Bahnstrecke. 1891 war dann die ganz eigene Streckenführung – mit Anschluss von der sogenannten „Stammbahn“ ab Zehlendorf nach Wannsee (heute: S-Bahn-Linie S1) – fertiggestellt. Sie führte weiter bis Neubabelsberg, wo sie wieder übergehend in die Stammbahn, die Verbindung nach Potsdam herstellte. Durch den günstigen Berliner Vororttarif zog die Wannseebahn auch viele Ausflügler an und gehört bis heute zu den beliebten Berliner Ausflugslinien. Das ursprüngliche Bahnhofsgebäude im Stil des Historismus wurde 1927/1928 durch den noch heute bestehenden Bau von Richard Brademann im Stil des Expressionismus und Neuen Bauens ersetzt.

## Langsamer Niedergang
Die Villenkolonie war mit ihren repräsentativen Villen, Traumhäusern, „Schlössern“, prächtigen Gartenanlagen, Segelclubs und Vereinen reger Mittelpunkt des illustren Lebens des am klassischen Bildungsideal orientierten Großbürgertums. Der Neue Friedhof Wannsee gehört ebenfalls zur Kolonie. Neben anderen Prominenten fand auch Conrad selbst in einem Ehrengrab der Stadt Berlin hier seine letzte Ruhe.
Ab 1900 wurden viele Villen der Kolonie mit Zentralheizung und Doppelfenstern ausgestattet, und damit für die überwiegende Zahl der Eigentümer zum Dauerwohnsitz. Der Zuzug stagnierte, als neue Villenvororte in Nikolassee, Schlachtensee und Dahlem entstanden. Nach dem Ersten Weltkrieg konnten einige Bewohner der Kolonie ihre Villen wegen der Inflation nicht mehr halten und mussten verkaufen. In den 1930er Jahren waren viele der jüdischen Bewohner im Rahmen der Arisierung zum Zwangsverkauf und zur Emigration genötigt oder gezwungen. Bis 1941 wurden als jüdisch geltende Eigentümer vertrieben, enteignet oder ermordet. Ihr Eigentum ging dann in die Hände prominenter Nazis über und/oder wurde für nationalsozialistische Einrichtungen genutzt.
Kurz vor Ende des Zweiten Weltkriegs kam es während der Schlacht um Berlin noch zu Kriegsschäden an vielen Villen und Häusern, auch durch plündernde Soldaten der Roten Armee.
Viele der verwaisten oder geplünderten Villen dienten nach Kriegsende als Krankenhäuser und Freizeiteinrichtungen der Alliierten oder wurden zu Schullandheimen umfunktioniert. Eine weitere „Zerstörung“ der Villenkolonie und des Dorfs Stolpe kam durch den Bauboom und die damit verbundenen Bausünden der 1970er Jahre zustande. Die Villa Alsen – Wilhelm Conrads Sommersitz – musste dem Bau einer Appartementanlage und eines Hotels weichen.

## Einzelne Villen

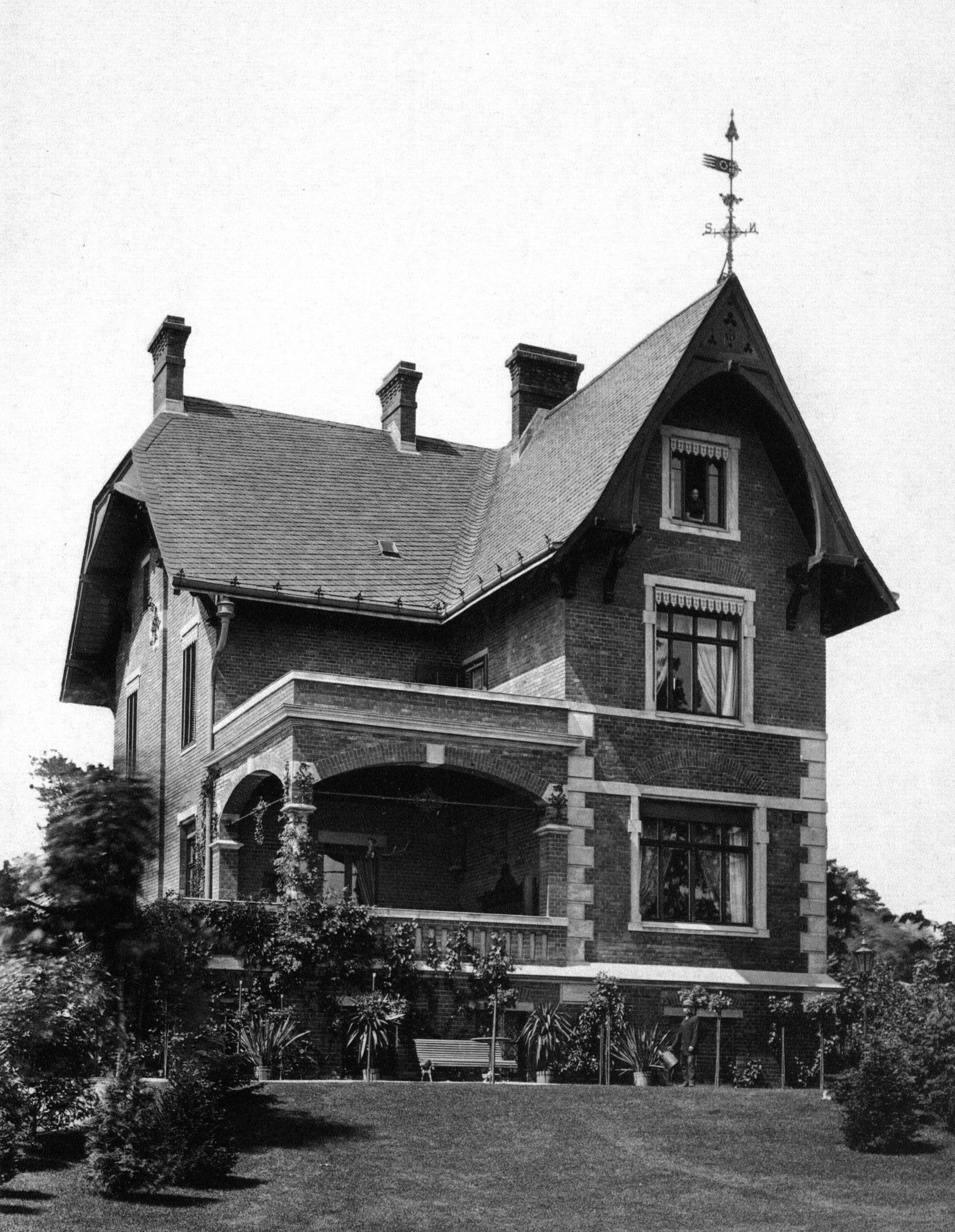
Landhaus des Kunstschmiedemeisters Eduard Puls, erbaut 1887–1888

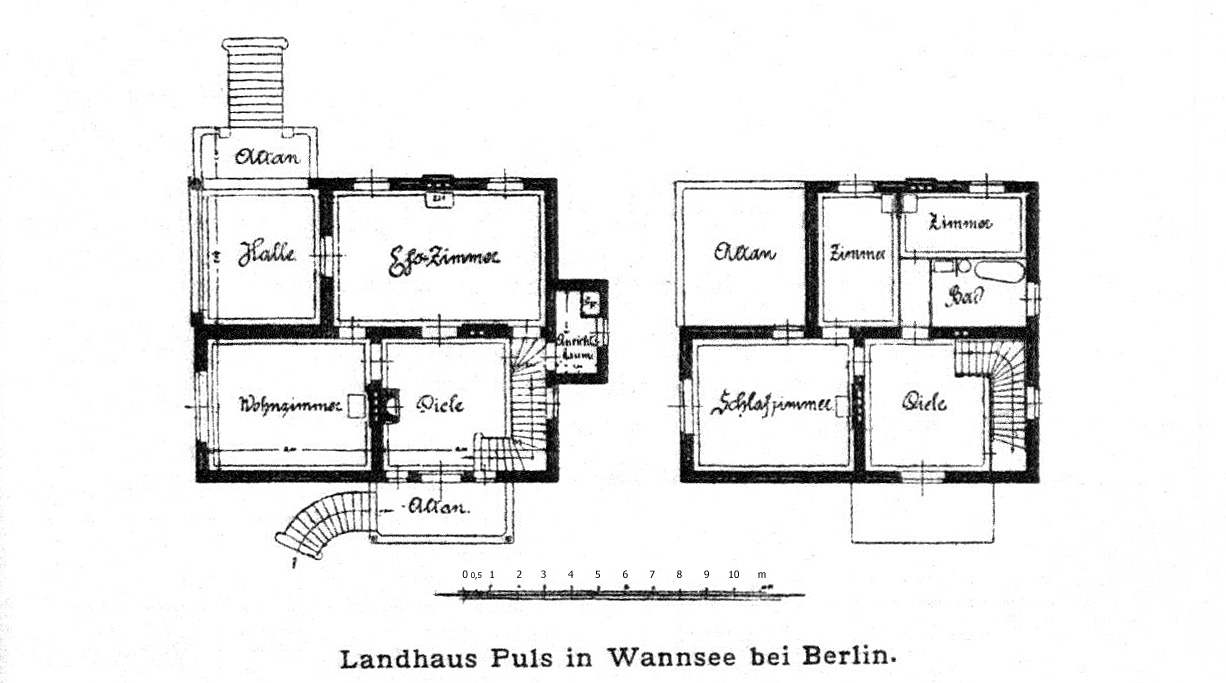
Grundrisse des Landhauses Puls

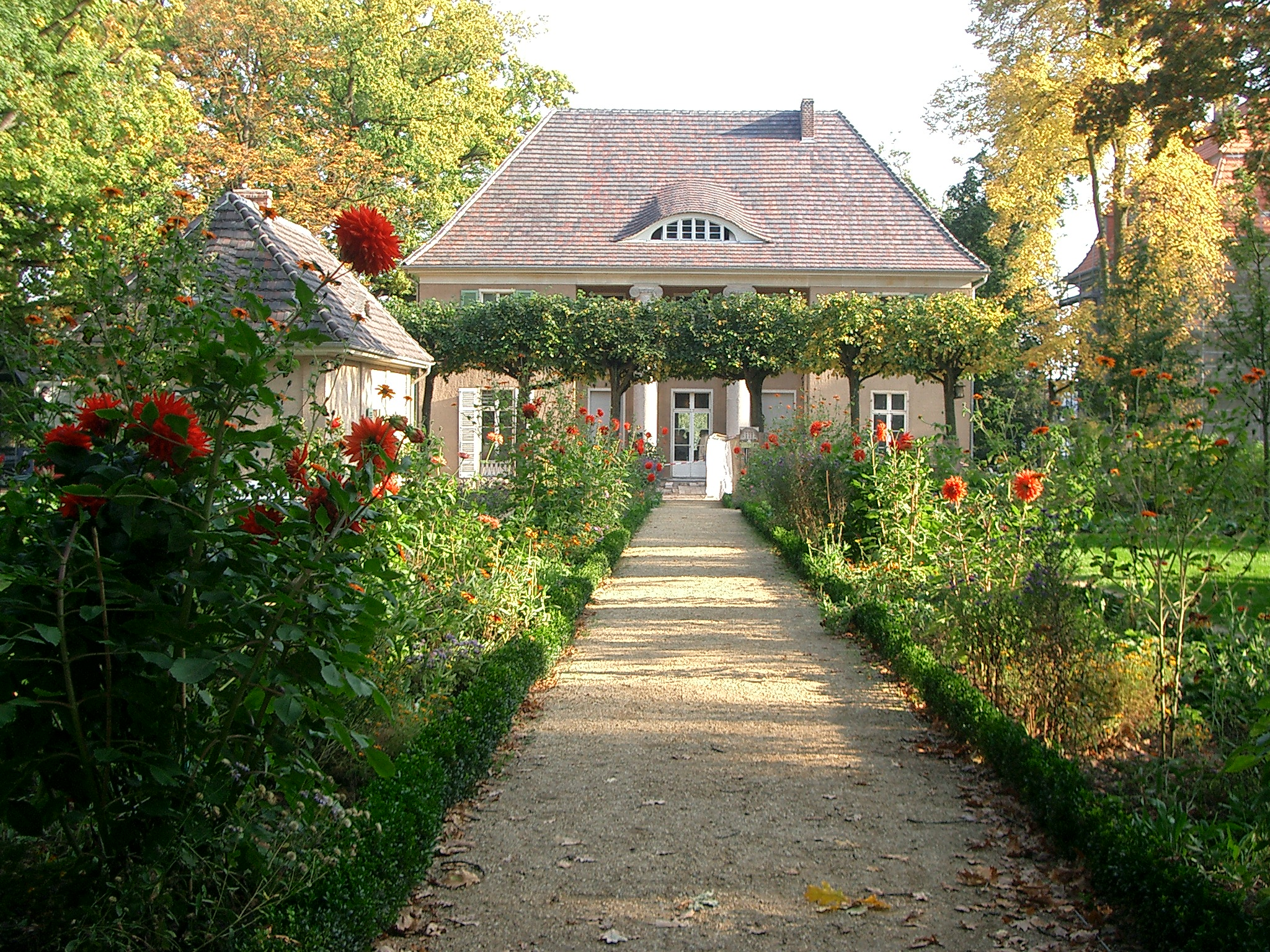
Liebermann-Villa von 1909

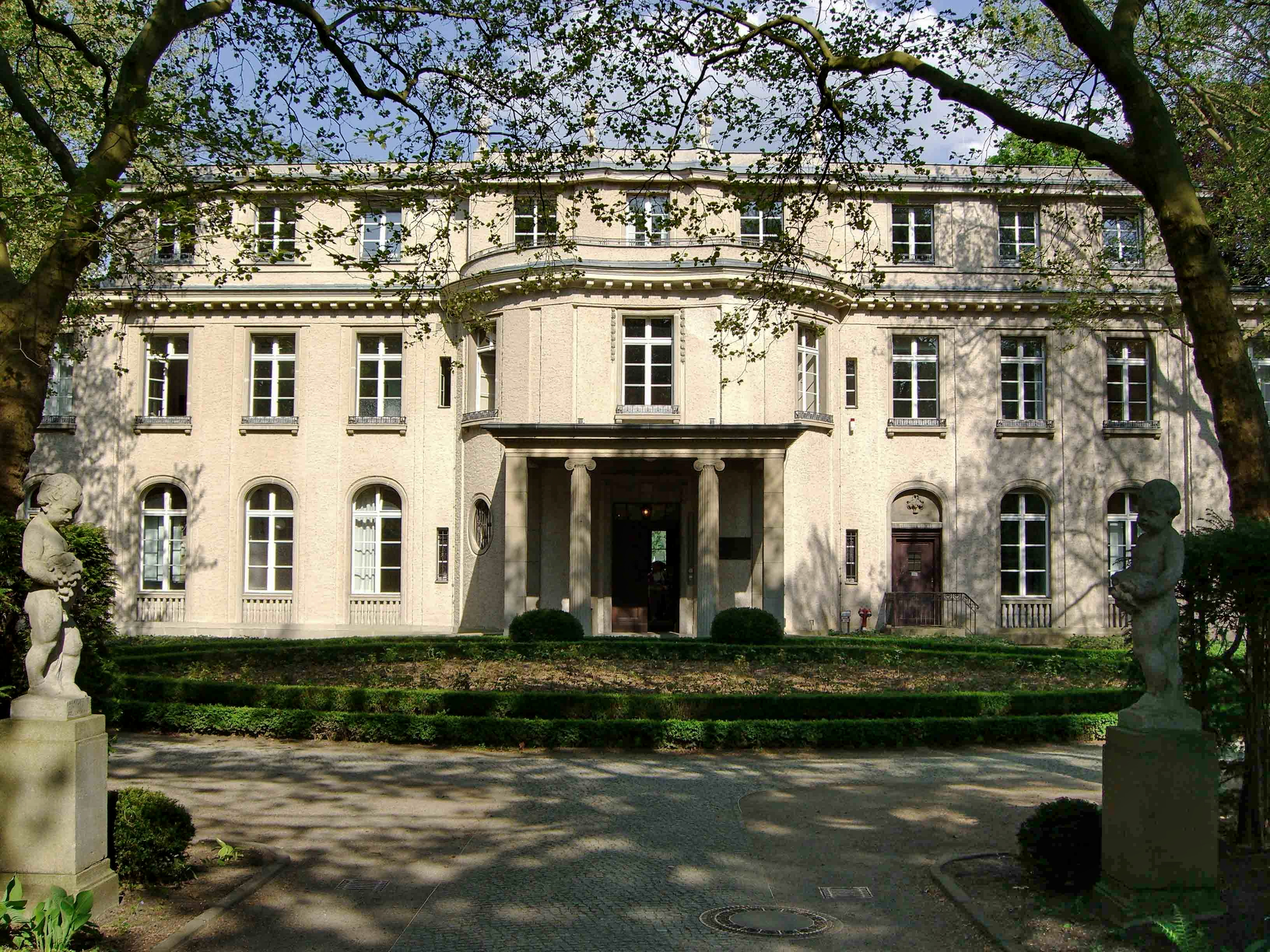
Villa Marlier, Haus der Wannseekonferenz von 1942

- Haus „Auf der Höh’“ (Villa Haukohl), Bergstraße 16; 1885–1886 für den Großkaufmann und Handelsrichter Heinrich Haukohl vom Architekten Johannes Lange errichtet, 1910 von Max Ravoth umgebaut. Spätere Veränderungen wurden teilweise denkmalgerecht zurückgebaut.[2]
- Landhaus Puls, erbaut 1887–1888 für den Berliner Kunstschmiedemeister Eduard Puls in der Bergstraße 2, nach Neuparzellierung Bergstraße 7, 1898 vom Großindustriellen Oskar Hahn übernommen, nicht erhalten.[3][4][5]
- Landhaus des Verlegers Carl Langenscheidt, Colomierstraße 1/2; Carl Langenscheidt, Sohn des Verlagsgründers Gustav Langenscheidt ließ sich 1899 ein Landhaus im Fachwerkstil von Bodo Ebhardt errichten. 1901 kam ein Stallgebäude mit Kutscher- und Bedienstetenwohnung hinzu. Das Anwesen befindet sich noch in Familienbesitz.
- Haus Springer des Verlegers Ferdinand Springer, Am Großen Wannsee 39/41; 1901 von dem Architekten Alfred Messel erbaut; Werksteinbau mit steilem Mansarddach in Pfannendeckung und schindelverkleideten Giebeln; Der Vater des Bauherrn, Julius Springer, gründete den Springer-Verlag für wissenschaftlich-technische Literatur.
- Landhaus Oppenheim, Zum Heckeshorn 38; erbaut 1907/1908 von Alfred Messel für Franz und Margarete Oppenheim
- Liebermann-Villa, Colomierstraße 3; 1909 in Zusammenarbeit mit dem Bauherrn und Maler Max Liebermann von dem Architekten Paul Baumgarten entworfen; Nach der aufwendigen Restaurierung bildet das Haus heute als Museum wieder eine künstlerische Einheit von Architektur, Gartenanlage, Originalgemälden und einer Dokumentation des Lebenswegs des Künstlers und seiner Familie.
- Villa Alsen, Königsstraße 4; Wilhelm Conrads Landhaus, 1870 von Julius Hennicke und Hermann von der Hude im spätklassizistischen Stil erbaut; 1970 abgerissen und durch eine Apartment-Anlage und das Hotel Wannseeblick ersetzt.
- Villa Arons, Am Großen Wannsee 5; 1875 für den Bankier Heinrich Leo von Julius Hennicke und Hermann von der Hude errichtete Villa; Sie wurde 1880 von dem Bankier Barthold Arons erworben, dessen Sohn Bruno Ahrends später ein Landhaus auf dem miterworbenen Grundstück Am Großen Wannsee 6 baute.[6]
- Villa Herz, Am Großen Wannsee 52/54; romantisches „Märchenschloss“ von Wilhelm Martens für den Fabrikanten Paul Herz im neoromanisch-burgenhaften Stil erbaut.
- Villa Marlier (Haus der Wannseekonferenz), Am Großen Wannsee 56/58; 1914 von Paul Baumgarten für den Unternehmer Ernst Marlier erbaut. Friedrich Minoux erwarb die Villa 1921 und verkaufte sie seinerseits 1941 der Nordhav-Stiftung der SS. Hier fand am 20. Januar 1942 die Wannseekonferenz statt, deren Inhalt die Organisation und Koordinierung der Deportation und Vernichtung der gesamten jüdischen Bevölkerung Europas war.
- Villa Siemens, Am Kleinen Wannsee 5c. Arnold von Siemens, der älteste Sohn des Erfinders und Unternehmers Werner von Siemens, ließ das heute als Baudenkmal geschützte Gebäude nach den Plänen der Architekten Paul und Walter Hentschel in den Jahren 1886–1889 errichten. Inzwischen wird das Bauwerk für verschiedene medizinische und organisatorische Einrichtungen des Berliner Immanuel-Krankenhauses genutzt.
- Villa Schönberg, Bismarckstraße 30a
- Villa Ravené, Königstraße 69 (abgerissen: 1967)
- Wannseeheim, Hohenzollernstraße 14, Architekten: Alfred Breslauer / Paul Salinger, heutige Nutzung: Wannseeforum (Goethe-Institut Deutschland)
- Villa Feist-Wollheim, Hohenzollernstraße 10, Architekt: Carl Koeppen (Baujahr: 1913–1914)
- Haus Franck, Hohenzollernstraße 7, Architekten: Philipp Franck / Emil Lange (Baujahr: 1909), Bewohner: Philipp Franck (impressionistischer Maler, Mitbegründer der Berliner Secession, Direktor Staatliche Preußische Kunstschule) und Familie
- Villa Lenz, Hohenzollernstraße 20a/b, Architekt: Otto Stahn (?) (Baujahr: 1913–1914), Bewohner: Erich Schultz-Bundte (Unternehmer) und Familie (Lenz); 1912/1913 erworben von Wilhelm Conrad (Bankier und Gründer der Villencolonie Alsen)
- Villa Tiemann, Petzower Straße 7, Architekt: Heinz Schild (Baujahr: 1876)
- Haus Blanvalet, Am Kleinen Wannsee 31, Wilhelm Conrad / Varanovsky (Baujahr: 1888/1929), Bewohner: Lothar Blanvalet (Verleger)
- Villa Baudouin, Am Kleinen Wannsee 16, Architekten: Alfred Breslauer / Paul Salinger (Baujahr: 1905), Bewohner: André Baudouin (Kaufmann)
- Haus Rühmann, Am Kleinen Wannsee 15 (nicht erhalten), erbaut für Adolf Jandorf, Holzbau Fa. Christoph & Unmack, Architekt: unbekannt (Konrad Wachsmann war um diese Zeit Chefarchitekt von Christoph & Unmack), Baujahr: um 1930, von Heinz Rühmann für 100.000 Mark 1938 von der Witwe Helene Jandorf erworben.[7]